# Поєнарій-Векі
Поєнарій-Векі (рум. Poienarii Vechi) — село у повіті Прахова в Румунії. Входить до складу комуни Поєнарій-Буркій.
Село розташоване на відстані 35 км на північ від Бухареста, 20 км на південь від Плоєшті, 106 км на південь від Брашова.

## Населення
За даними перепису населення 2002 року у селі проживала 161 особа.
Національний склад населення села:
| Національність | Кількість осіб | Відсоток |
| -------------- | -------------- | -------- |
| румуни         | 150            | 93,2%    |
| цигани         | 11             | 6,8%     |

Рідною мовою назвали:
| Мова      | Кількість осіб | Відсоток |
| --------- | -------------- | -------- |
| румунська | 150            | 93,2%    |
| циганська | 11             | 6,8%     |